# 업무상 과실치사상죄
업무상 과실치사상죄(業務上過失致死傷罪)는 업무상 과실로 인하여 사람을 사상에 이르게 하는 죄로, 5년 이하의 금고 또는 2,000만원 이하의 벌금에 처한다(268조). 업무상 과실치사상은 행위자가 생명·신체에 대한 위험성 있는 업무에 종사하는 자(예컨대, 버스 · 택시 운전사 등)로서 비업무자보다 고도의 주의의무가 부과되어 있기 때문에 단순한 과실치사상에 비하여 중한 형을 과하게 한 것이다. 업무상 과실은 업무상 필요로 하는 주의를 게을리하는 것이다. 행위자가 업무자라는 신분을 갖기 때문에 형이 가중되는 부진정신분범(不眞正身分犯)이다. ‘업무’란 사람이 그 사회적 지위에 있어서 계속적으로 종사하는 사무 또는 사업을 의미한다. 직업이나 영업이 아니라도 무방하다. 업무가 적법이냐 아니냐도 묻지 않는다. 오락을 위한 것이라 할지라도 사회생활상의 지위에 기초하여 반복·계속하여 행하는 사무이면 업무라고 본다. 그러나 업무는 성질상 사람의 생명·신체에 대한 위험을 포함하는 것이 아니면 안 된다.

## 판례
- 업무상과실치상죄의 ‘업무’란 사람의 사회생활면에서 하나의 지위로서 계속적으로 종사하는 사무를 말한다. 여기에는 수행하는 직무 자체가 위험성을 갖기 때문에 안전배려를 의무의 내용으로 하는 경우는 물론 사람의 생명·신체의 위험을 방지하는 것을 의무의 내용으로 하는 업무도 포함된다. 그러나 건물 소유자가 안전배려나 안전관리 사무에 계속적으로 종사하거나 그러한 계속적 사무를 담당하는 지위를 가지지 않은 채 단지 건물을 비정기적으로 수리하거나 건물의 일부분을 임대하였다는 사정만으로는 건물 소유자의 위와 같은 행위가 업무상과실치상죄의 ‘업무’에 해당한다고 보기 어렵다.[2]
- 화물차를 주차하고 적재함에 적재된 토마토 상자를 운반하던 중 적재된 상자 일부가 떨어지면서 지나가던 피해자에게 상해를 입힌 경우, 교통사고처리 특례법에 정한 ‘교통사고’에 해당하지 않아 형법상 업무상과실치상죄가 성립한다[3]
- 초등학교 6학년생이 수영장 안에 엎어져 있는 것을 수영장 안전요원이 발견하여 인공호흡을 실시한 뒤 의료기관에 후송하였으나 후송도중 사망한 경우, 그 사망의 원인이 구체적으로 밝혀지지 않은 상태에서 수영장 안전요원과 수영장 관리책임자에게 업무상주의의무를 게을리 한 과실이 있다고 볼 수 없다.[4]
- 내과의사가 신경과 전문의에 대한 협의진료결과와 환자에 대한 진료경과 등을 신뢰하여 뇌혈관계통 질환의 가능성을 염두에 두지 않고 내과 영역의 진료행위를 계속하다가 환자의 뇌 지주막하 출혈을 발견하지 못하여 식물상태에 이르게 한 경우, 업무상 주의의무위반이 인정되지 않는다.[5]
- 간호사가 의사의 처방에 의한 정맥주사(Side Injection 방식)를 의사의 입회 없이 간호실습생에게 실시하게 하여 의료사고가 발생한 경우, 그 사고에 대한 의사의 과실은 부정된다.[6]
- 피고인이 고속도로의 주행선을 진행함에 있어서 비가 내려 노면이 미끄러웠고 추월선상에 다른 차가 진행하고 있었으므로 속도를 더 줄이고 추월선상의 차량의 동태를 살피면서 급히 제동할 수 있는 조치를 취하여야 할 주의의무를 게을리 하여 추월선상의 차량이 피고인의 차선으로 갑자기 들어오는 것을 피하다가 빗길에 미끄러져 중앙분리대를 넘어가 반대편 추월선상의 자동차와 충돌한 경우에는 업무상과실치사상죄를 구성한다[7]

## 참고 문헌
- 대한간호협회 웹진-잘못된 처방전에 따른 투약 관련 업무상 주의의무
- ‘간호사 책임’ 대법원 판례가 남긴 의미와 과제-간호사에게 `독립적 책임' 물었다는 데 큰 의미 2010-01-13[깨진 링크(과거 내용 찾기)]

## 같이 보기
- 대한민국 형법 제268조
- 객관적 주의의무
- 과실